# Pierre Houin
Pierre Houin (født 15. april 1994 i Toul, Frankrig) er en fransk roer, olympisk guldvinder, dobbelt verdensmester og dobbelt europamester.
Houin vandt, som makker til Jérémie Azou, en guldmedalje i letvægtsdobbeltsculler ved OL 2016 i Rio de Janeiro. Der var 20 både til start i konkurrencen, og franskmændene vandt finalen foran Irland, der fik sølv, mens Norge tog bronzemedaljerne.
Houin har desuden (pr. 2019) vundet to VM- og to EM-guldmedaljer, alle i letvægtsroning.

## OL-medaljer
- 2016:  Guld i letvægtsdobbeltsculler